# Iouri Gazzaïev
Ne doit pas être confondu avec Valeri Gazzaev.
Iouri Farzounovitch Gazzaïev (en russe : Юрий Фарзунович Газзаев) est un footballeur et entraîneur de football russe né le 27 novembre 1960 à Ordjonikidzé, ancien nom de l'actuelle Vladikavkaz.

## Biographie

### Carrière de joueur
Natif d'Ordjonikidzé, Iouri Gazzaïev effectue sa formation dans cette même ville et intègre en 1977 l'effectif du club local du Spartak, faisant ses débuts en championnat de deuxième division le 24 avril 1978 face au Žalgiris Vilnius, à l'âge de 17 ans.
Transféré au Dynamo Moscou dès l'année suivante, il dispute quatre rencontres de première division et inscrit trois buts, dont un doublé contre le Neftchi Bakou le 12 novembre 1979. Il fait également ses débuts sur la scène européenne en disputant la Coupe des coupes 1979-1980, compétition où il joue trois rencontres et inscrit un but face au FC Nantes lors du match retour des quarts de finale, ce qui ne suffit cependant pas à éviter l'élimination des siens au terme de la confrontation.
Peu utilisé en championnat et échouant à inscrire le moindre but lors de la saison 1980, Gazzaïev fait finalement son retour au Spartak Ordjonikidzé en 1981 et y passe dans un premier temps trois saisons, vivant la relégation de l'équipe au troisième échelon et son retour au deuxième niveau à l'issue de l'exercice 1983, disputant 100 matchs et marquant 52 buts au cours de cette période. Il fait brièvement son retour au Dynamo Moscou en début d'année 1984 mais n'y dispute pas le moindre match et rentre très vite à Ordjonikidzé. Il effectue une dernière pige à Moscou entre 1985 et 1986, cette fois au Lokomotiv Moscou, mais n'y joue que cinq matchs avant de revenir une fois de plus au Spartak, où il évolue jusqu'à la fin de la saison 1990.
Gazzaïev quitte brièvement l'Union soviétique pour intégrer l'équipe yougoslave du Mačva Šabac avant de rentrer au pays au Spartak Naltchik. Il s'en va ensuite à nouveau en 1992 au club grec de l'Aris Salonique puis en Finlande au VIFK Vaasa. Après un bref passage à l'Avtodor Vladikavkaz en début d'année 1994, il est recruté à l'été par l'équipe française des Chamois niortais, qui évolue en deuxième division. Ce dernier transfert est cependant entaché par un scandale, les documents envoyés aux dirigeants du club ayant en effet fait croire que Gazzaïev était né en 1969 au lieu de 1960, mais également qu'il avait évolué avec la sélection soviétique au niveau olympique et qu'il venait du Kamaz Naberejnye Tchelny, club de première division russe. Il dispute finalement sept rencontres avec le club avant d'être reconnu coupable de falsification de documents et de voir son contrat rompu,.
Rentrant par la suite en Russie, Gazzaïev entame en 1995 des études d'entraîneur avant d’intégrer l'effectif du FK Mozdok en quatrième division en tant qu'entraîneur-joueur pour la saison 1997. Il fait ensuite son retour à l'Avtodor Vladikavkaz dans un poste similaire, mettant définitivement un terme à sa carrière de joueur en 1999, à l'âge de 39 ans.

### Carrière d'entraîneur
Après la fin définitive de sa carrière de joueur, Iouri Gazzaïev continue d'officier en tant qu'entraîneur de l'Avtodor Vladikavkaz jusqu'en mai 2001. Il rejoint ensuite au mois de juillet suivant le Titan Reoutov avant d'être nommé à la tête du Kamaz Naberejnye Tchelny en septembre 2002. Sous ses ordres, le club termine premier du groupe Oural-Povoljié de la troisième division lors de la saison 2003 et s'établit par la suite comme un acteur récurrent du haut de classement du deuxième échelon, se classant systématiquement entre la cinquième et la troisième position de 2004 à 2009 mais ne parvenant jamais à obtenir la montée dans l'élite.
Gazzaïev quitte finalement son poste peu avant la fin de la saison 2009 pour reprendre les rênes du Krylia Sovetov Samara en remplacement de Leonid Sloutski, d'abord par intérim avant d'être confirmé dans ses fonctions pour l'exercice 2010. Il démissionne cependant dès le mois de juillet 2010. Il devient ensuite entraîneur du Chinnik Iaroslavl en juin 2011, amenant l'équipe à la quatrième place de la deuxième division avant d'échouer lors du barrage de promotion face à Rostov. Alors que le club est en grandes difficultés financières, Gazzaïev s'en va finalement au mois de décembre 2012.
Quelques jours après son départ du Chinnik, il est nommé à la tête du Volgar Astrakhan, avec qui il ne peut éviter la relégation au terme de l'exercice 2012-2013. Il parvient cependant à retrouver la deuxième échelon dès la saison suivante en remportant le groupe Sud de la troisième division, où il termine par ailleurs invaincu. Il maintient par la suite le club en deuxième division et l'amène même en barrage de promotion lors de la saison 2015-2016 en terminant quatrième du championnat, avant d'être finalement vaincu par l'Anji Makhatchkala.
Gazzaïev quitte finalement Astrakhan au mois de janvier 2018 pour retourner dans sa ville natale en prenant la tête du Spartak Vladikavkaz, qu'il dirige durant toute l'année 2018 avant de démissionner au mois de décembre pour des raisons familiales. Il rejoint à la fin du mois de juillet 2019 le Ienisseï Krasnoïarsk en tant qu'entraîneur-adjoint avant de devenir entraîneur principal dès la mi-août. Il amène par la suite le club à la quatorzième place de la deuxième division avant de s'en aller à l'issue de son contrat à la fin du mois de mai 2020.
Il reste par la suite sans poste pendant quelques mois avant de faire son retour à la tête du Chinnik Iaroslavl au début du mois de novembre 2020, reprenant alors l'équipe à la dernière place de la deuxième division. Son arrivée n'influe cependant pas sur la dynamique du club qui demeure bon dernier pour le restant de la saison, ne remportant que deux des 22 matchs qu'il dirige. Il quitte ensuite ses fonctions à l'issue de son contrat.

## Statistiques

### Statistiques de joueur
| Saison                | Club                  | Championnat           | Championnat | Championnat | Coupe(s) nationale(s) | Coupe(s) nationale(s) | Compétition(s) continentale(s) | Compétition(s) continentale(s) | Compétition(s) continentale(s) | Total | Total |
| Saison                | Club                  | Division              | M.          | B.          | M.                    | B.                    | Comp.                          | M.                             | B.                             | M.    | B.    |
| 1978                  | Spartak Ordjonikidzé  | D2                    | 2           | 0           | -                     | -                     | -                              | -                              | -                              | 2     | 0     |
| 1979                  | Dynamo Moscou         | D1                    | 4           | 3           | -                     | -                     | C2                             | 2                              | 0                              | 6     | 3     |
| 1980                  | Dynamo Moscou         | D1                    | 10          | 0           | 1                     | 0                     | C2+C3                          | 1+1                            | 1+0                            | 13    | 1     |
| 1981                  | Dynamo Moscou         | D1                    | -           | -           | 1                     | 0                     | -                              | -                              | -                              | 1     | 0     |
| Sous-total            | Sous-total            | Sous-total            | 16          | 3           | 2                     | 0                     | -                              | 4                              | 1                              | 22    | 4     |
| 1981                  | Spartak Ordjonikidzé  | D2                    | 35          | 10          | -                     | -                     | -                              | -                              | -                              | 35    | 10    |
| 1982                  | Spartak Ordjonikidzé  | D3                    | 32          | 24          | -                     | -                     | -                              | -                              | -                              | 32    | 24    |
| 1983                  | Spartak Ordjonikidzé  | D3                    | 33          | 18          | -                     | -                     | -                              | -                              | -                              | 33    | 18    |
| 1984                  | Spartak Ordjonikidzé  | D2                    | 25          | 8           | 3                     | 0                     | -                              | -                              | -                              | 28    | 8     |
| 1985                  | Spartak Ordjonikidzé  | D2                    | 17          | 1           | 1                     | 0                     | -                              | -                              | -                              | 18    | 1     |
| 1986                  | Lokomotiv Moscou      | D2                    | 4           | 0           | 1                     | 0                     | -                              | -                              | -                              | 5     | 0     |
| 1986                  | Spartak Ordjonikidzé  | D2                    | 6           | 1           | -                     | -                     | -                              | -                              | -                              | 6     | 1     |
| 1987                  | Spartak Ordjonikidzé  | D2                    | 24          | 7           | 1                     | 0                     | -                              | -                              | -                              | 25    | 7     |
| 1988                  | Spartak Ordjonikidzé  | D2                    | 41          | 10          | -                     | -                     | -                              | -                              | -                              | 41    | 10    |
| 1989                  | Spartak Ordjonikidzé  | D2                    | 21          | 7           | -                     | -                     | -                              | -                              | -                              | 21    | 7     |
| 1990                  | Spartak Vladikavkaz   | D2                    | 31          | 4           | -                     | -                     | -                              | -                              | -                              | 31    | 4     |
| Sous-total            | Sous-total            | Sous-total            | 269         | 90          | 6                     | 0                     | -                              | -                              | -                              | 275   | 90    |
| 1991                  | Spartak Naltchik      | D3                    | 8           | 1           | -                     | -                     | -                              | -                              | -                              | 8     | 1     |
| 1994                  | Avtodor Vladikavkaz   | D2                    | 6           | 1           | -                     | -                     | -                              | -                              | -                              | 6     | 1     |
| 1994-1995             | Chamois niortais      | D2                    | 7           | 0           | -                     | -                     | -                              | -                              | -                              | 7     | 0     |
| 1997                  | FK Mozdok             | D4                    | 7           | 1           | -                     | -                     | -                              | -                              | -                              | 7     | 1     |
| 1998                  | Avtodor Vladikavkaz   | D3                    | 16          | 5           | 1                     | 0                     | -                              | -                              | -                              | 17    | 5     |
| 1999                  | Avtodor Vladikavkaz   | D3                    | 7           | 0           | 2                     | 0                     | -                              | -                              | -                              | 9     | 0     |
| Sous-total            | Sous-total            | Sous-total            | 51          | 8           | 3                     | 0                     | -                              | -                              | -                              | 54    | 8     |
| Total sur la carrière | Total sur la carrière | Total sur la carrière | 336         | 101         | 11                    | 0                     | -                              | 4                              | 1                              | 351   | 102   |

### Statistiques d'entraîneur
| FK Mozdok                | avril 1997        | novembre 1997     | 47  | 27  | 9   | 11  | 57,5 |
| Avtodor Vladikavkaz      | 1998              | 18 mai 2001       | 149 | 89  | 21  | 39  | 59,7 |
| Titan Reoutov            | 10 juillet 2001   | 14 septembre 2002 | 51  | 17  | 11  | 23  | 33,3 |
| Kamaz Naberejnye Tchelny | 15 septembre 2002 | 12 octobre 2009   | 306 | 167 | 65  | 74  | 54,6 |
| Krylia Sovetov Samara    | 20 octobre 2009   | 25 juillet 2010   | 20  | 4   | 3   | 13  | 20,0 |
| Chinnik Iaroslavl        | 21 juin 2011      | 14 décembre 2012  | 65  | 25  | 15  | 25  | 38,5 |
| Volgar Astrakhan         | 24 décembre 2012  | 16 janvier 2018   | 210 | 94  | 56  | 60  | 44,8 |
| Spartak Vladikavkaz      | 17 janvier 2018   | 17 décembre 2018  | 29  | 7   | 7   | 15  | 24,1 |
| Ienisseï Krasnoïarsk     | 16 août 2019      | 31 mai 2020       | 21  | 7   | 4   | 10  | 33,3 |
| Chinnik Iaroslavl        | 9 novembre 2020   | 30 mai 2021       | 22  | 2   | 6   | 14  | 9,1  |
| Total                    | Total             | Total             | 920 | 439 | 197 | 284 | 47,7 |